# Верясов, Иван Юрьевич
Иван Юрьевич Верясов (род. 10 июля 1993, Находка, Россия) — российский боксёр, выступающий в супертяжёлой весовой категории.
Мастер спорта России международного класса, член сборной России, участник Олимпийских игр 2020 года, двукратный чемпион России (2018, 2019), серебряный (2016) и трёхкратный бронзовый (2012, 2017, 2022) призёр чемпионата России, серебряный призёр Всероссийской Спартакиады (2022), чемпион Европы среди молодёжи (2011), многократный победитель и призёр международных и национальных турниров. Капитан сборной Санкт-Петербурга по боксу.

## Любительская карьера
В июле 2011 года воспитанник Глеба Устюжанина, выступавший в весовой категории до 91 кг, завоевал золото юниорского первенства России в Оренбурге. Здесь он также получил право представлять Россию на молодёжном чемпионате Европы, и в августе 2011 года в Дублине (Ирландия) он стал чемпионом Европы по боксу среди молодёжи. После чего ему было присвоено звание «Мастер спорта международного класса».
В ноябре 2012 года стал бронзовым призёром чемпионата России прошедшем в Сыктывкаре.
В январе 2014 года выступил в полупрофессиональной лиге World Series of Boxing (WSB) за боксёрскую команду «Сборная России», где провёл один бой — потерпев поражение по очкам от опытного поляка Сергея Вервейко.

### 2016—2018 годы
В ноябре 2016 года стал серебряным призёром чемпионата России прошедшем в Оренбурге, в финале проиграв Артёму Суслёнкову.
В феврале 2017 года завоевал серебро в весе свыше 91 кг на представительном международном турнире «Странджа» проходившем в Софии (Болгария), в полуфинале победив опытного эквадорца Хулио Кастильо, но в финале проиграв болгарину Петару Белберову.
В октябре 2017 года вновь стал бронзовым призёром чемпионата России прошедшем в городе Грозный, в весе свыше 91 кг, где он в полуфинале проиграл опытному Максиму Бабанину.
В октябре 2018 года впервые стал чемпионом России в весе свыше 91 кг на чемпионате России в Якутске, в финале победив Сергея Егорова.

### 2019 год
В апреле 2019 года стал серебряным призёром международного турнира Кёльнский Кубок мира по боксу (Cologne Boxing World Cup) прошедшем в Кёльне (Германия), в финале проиграв Сергею Егорову.
В июне 2019 года участвовал в Европейских играх в Минске (Беларусь), в категории свыше 91 кг, где в 1/16 финала соревнований со счётом 5:0 победил испанца Айюба Гадфа Дрисси, но в 1/8 финала проиграл украинцу Виктору Выхристу — который в итоге стал чемпионом Европейских игр 2019 года.
В ноябре 2019 года вновь стал чемпионом России в категории свыше 91 кг на чемпионате России в Самаре. Там он в четвертьфинале единогласным решением судей победил Святослава Тетерина, в полуфинале единогласным решением судей победил Ярослава Дороничева, и в финальном поединке единогласным решением судей взял верх над Сергеем Калчугиным.
В том же году также стал серебряным призёром международного турнира Кубок мира Нефтяных стран (World Cup of Petroleum Countries) прошедшем в Ханты-Мансийске (Россия).

### 2020—2021 годы
В конце ноября — начале декабре 2020 года в Оренбурге участвовал на чемпионате России в категории свыше 91 кг борясь за возможность войти в состав национальной сборной для участия в квалификационном отборочном турнире на Олимпийские игры в Токио. Где в 1/8 финала единогласным решением судей победил Романа Биширова (ранее выступавшего в полутяжёлом весе), но в четвертьфинале единогласный решением судей (0:5) проиграл опытному боксёру имеющему три победы по профессионалам Владимиру Иванову.
В апреле 2021 года завоевал серебро на международном турнире «Кубок Губернатора Санкт-Петербурга», в финале проиграв опытному узбеку Баходиру Жалолову.

#### Олимпийские игры 2020 года
Сначала в марте 2020 года он участвовал в первом Олимпийском квалификационном турнире в Лондоне (Великобритания), где в 1/16 финала соревнований по очкам (5:0) победил испанца Айюба Гадфа Дрисси.
Но затем турнир был остановлен из-за коронавирусной пандемии COVID-19, и российская сборная вернулась домой.
И уже в начале июня 2021 года в Париже (Франция), в 1/8 финала соревнований он раздельным решением судей победил опытного армянина Гюргена Оганесяна, и в четвертьфинале квалификационного турнира победил болгарина Петара Белберова, и таки прошёл квалификацию на Олимпийские игры в Токио.
И в июле 2021 года стал участником Олимпийских игр в Токио, где в 1/8 финала соревнований по очкам победил камерунца Максима Йегнонга, но в четвертьфинале раздельным решением судей проиграл опытному казаху Камшыбеку Кункабаеву.

### 2022 год
В феврале 2022 года участвовал на представительном международном турнире «Странджа» проходившем в Софии (Болгария), но в четвертьфинале единогласным решением судей проиграл немецкому боксёру Нелви Тиафаку — который в итоге стал серебряным призёром этого турнира.
В августе 2022 года, в Москве стал серебряным призёром Всероссийской Спартакиады между субъектами РФ по летним видам спорта среди сильнейших спортсменов, где он в четвертьфинале единогласным решением судей победил опытного Абубакар-Салаха Муцелханова, затем в полуфинале единогласным решением судей победил Святослава Тетерина из Рязанской области, но в финале единогласным решением судей проиграл Алексею Дронову из Ставропольского края.
В начале октября 2022 года в Чите, в очередной раз стал бронзовым призёром чемпионата России в категории свыше 92 кг. Где он в 1/8 финала соревнований в конкурентном бою по очкам раздельным решением судей (3:2) победил Сергея Манжуева, в четвертьфинале по очкам единогласным решением судей (5:0) победил опытного Рамазана Карнукаева, но в полуфинале в очень конкурентном бою по очкам проиграл опытному рязанскому десантнику Святославу Тетерину.

### 2023 год
В апреле 2023 года участвовал на V-х Боливарианских АЛБА играх в Каракасе (Венесуэла), но он проиграл на предварительных раундах, и не смог стать призёром данных игр.
В августе 2023 года в Хабаровске стал четвертьфиналистом чемпионата России в категории свыше 92 кг, где он в 1/8 финала соревнований по очкам (5:0) победил Сергея Кузютина, но в четвертьфинале бой с молодым гигантом из Москвы Евгением Земляковым прошёл все три раунда и судьи так и не смогли определить сильнейшего, но позже стало известно, что победителем объявили Землякова с формулировкой «РГСК» (решение главной судейской коллегии).

## Спортивные результаты
- Чемпионат Европы среди молодёжи 2011 года — ;
- Чемпионат России по боксу 2012 года — ;
- Чемпионат России по боксу 2016 года — ;
- Чемпионат России по боксу 2017 года — ;
- Чемпионат России по боксу 2018 года — ;
- Чемпионат России по боксу 2019 года — ;
- Чемпионат России по боксу 2022 года — ;
- Всероссийская спартакиада 2022 года — .